# Emma Adbåge
Emma Adbåge (ur. 1982) – szwedzka autorka i ilustratorka książek dla dzieci.
W Polsce jej książki publikują Wydawnictwo Zakamarki oraz Wydawnictwo Widnokrąg

## Książki autorskie
| L.p. | Tytuł polski                                    | Tytuł oryginalny                                | Tłumaczenie         | Rok pierwszego wydania w Szwecji | Rok pierwszego wydania w Polsce | ISBN              |
| ---- | ----------------------------------------------- | ----------------------------------------------- | ------------------- | -------------------------------- | ------------------------------- | ----------------- |
| 1    | Liczymy na spacerze. Matematyka na każdą pogodę | Räkna med naturen. Utematte för alla väderlekar | Marta Rey-Radlińska | 2013                             | 2016                            | 978-83-7776-082-6 |
| 2    | Dołek                                           | Gropen                                          | Katarzyna Skalska   | 2018                             | 2020                            | 978-83-7776-176-2 |
| 3    | Zamek                                           | Slottet                                         | Katarzyna Skalska   | 2019                             | 2021                            | 978-83-7776-207-3 |
| 4    | Ja to ja                                        | Jag är jag                                      | Anna Czernow        | 2011                             | 2024                            | 978-83-7776-177-9 |

## Książki ilustrowane
| L.p. | Tytuł polski         | Tytuł oryginalny      | Autor             | Tłumaczenie       | Rok pierwszego wydania w Szwecji | Rok pierwszego wydania w Polsce | Wydawnictwo | ISBN              |
| ---- | -------------------- | --------------------- | ----------------- | ----------------- | -------------------------------- | ------------------------------- | ----------- | ----------------- |
| 1    | Hurra, są Święta!    | Tjoho, nu är det jul! | Ulf Nilsson       | Marta Wallin      | 2017                             | 2017                            | Zakamarki   | 978-83-7776-153-3 |
| 2    | Okropny rysunek!     | Dumma teckning!       | Johanna Thydell   | Katarzyna Skalska | 2017                             | 2018                            | Zakamarki   | 978-83-7776-163-2 |
| 3    | Jedyna taka Ester    |                       | Anton Bergman     | Marta Wallin      |                                  | 2020                            | Widnokrąg   |                   |
| 4    | Czy to prawda Ester? |                       | Anton Bergman     | Marta Wallin      |                                  | 2021                            | Widnokrąg   |                   |
| 5    | Dom Knuta            | Knuttes hus           | Barbro Lindgren   | Katarzyna Skalska | 2017                             | 2022                            | Zakamarki   | 978-83-7776-217-2 |
| 6    | Życie Mrówki         | En Myras liv          | Linn Gottfridsson | Barbara Jankowska | 2016                             | 2023                            | Zakamarki   | 978-83-7776-218-9 |